# Ophiodes vertebralis
Espèce
Ophiodes vertebralis est une espèce de sauriens de la famille des Diploglossidae.

## Répartition
Cette espèce se rencontre en Argentine, en Uruguay et au Rio Grande do Sul au Brésil.

## Publication originale
- Bocourt, 1881 : Recherches Zoologiques pour servir à l'Histoire de la Faune de l'Amérique Centrale et du Mexique. Mission Scientifique au Mexique et dans l'Amérique Centrale, Recherches zoologiques. Part 2, sect. 1. in Duméril, Bocourt & Mocquard, 1870-1909, Études sur les reptiles p. 1-1012.